# Suomen merivoimat
Il Suomen merivoimat (in svedese Finlands marin), spesso a livello nazionale semplicemente Merivoimat, è l'attuale marina militare della Finlandia, componente navale delle forze armate finlandesi. Fondata nel 1918 poco dopo la proclamazione di indipendenza del paese, la marina finlandese è essenzialmente una forza di difesa costiera, dotata di unità leggere e con limitate capacità d'alto mare; il quartier generale si trova nel distretto di Pihlajaniemi all'interno della città di Turku, mentre l'accademia navale nazionale (in finlandese merisotakoulu) si trova nella capitale Helsinki, sull'arcipelago fortificato di Suomenlinna.

## Organizzazione
La marina finlandese è attualmente divisa in:
- Coastal Fleet (in finlandese Rannikkolaivastoon)
- Coastal Brigade (in finlandese Rannikkoprikaati)
- Nylands Brigad (in svedese, in finlandese Uudenmaan prikaati)

### Coastal Fleet
Creata alla fine del 2014 dal disciolto Archipelago Sea Naval Command (in finlandese Saaristomeren meripuolustusalue), essa inquadra tutte le principali navi della marina finlandese. Composta per 2/3 da personale di carriera e per 1/3 da coscritti, la sua area di competenza si estende dal Golfo di Finlandia a est al Golfo di Botnia a nord, e i suoi compiti principali sono la protezione delle acque territoriali finlandesi e delle linee di comunicazione marittime.
Dal punto di vista operativo è strutturata in:
- 6ª squadra di superficie, basata a Pansio e operante con 4 motocannoniere missilistiche classe Rauma (attualmente non operative), un posamine classe Pansio e un posamine classe Hämeenmaa.
- 7ª squadra di superficie, basata a Upinniemi e operante con 4 motocannoniere missilistiche classe Hamina, due posamine classe Pansio e un posamine classe Hämeenmaa.
- 4ª squadra contromisure mine, basata a Pansio, operante con quattro dragamine classe Kuha attualmente in fase di sostituzione con tre nuove unità di classe Katanpää.
- 8ª squadra servizio e supporto, basata a Upinniemi e operante con navi anti-inquinamento, da trasporto e con un plotone di polizia militare. Fornisce inoltre supporto logistico alla Coastal Brigade.

### Coastal Brigade
Questa unità concentra presso di sé tutte le attività di addestramento basico dei coscritti di lingua finlandese e delle forze speciali della marina, ma il suo compito principale è la sorveglianza costiera del territorio nazionale nonché la sicurezza delle principali strutture della marina.
Dal punto di vista operativo è suddivisa in:
- Battaglione costiero Porkkala (in finlandese Porkkalan rannikkopataljoonan), stanziato presso la base di Upinniemi. Il reparto è responsabile dell'artiglieria costiera posta a protezione della base.
- Reggimento costiero Suomenlinna (in finlandese Suomenlinnan rannikkorykmentin), stanziato presso l'arcipelago omonimo, è incaricato di mantenere la fortezza dell'isola di Isosaari operativa, ed è responsabile della sicurezza dell'accademia navale nazionale e della capitale Helsinki mediante batterie di artiglieria costiera e di missili antinave.
- Battaglione di ricognizione navale (in finlandese Meritiedustelupataljoona), stanziato presso la base di Upinniemi e responsabile dell'addestramento e dell'impiego operativo delle unità di ricognizione e delle forze speciali della fanteria di marina.

### Nylands Brigad
Basata a Dragsvik, vicino Ekenäs e fondata 390 anni fa, questa brigata è l'unico reparto delle forze armate finlandesi nel quale l'addestramento viene svolto in lingua svedese, lingua parlata dalla maggioranza dei suoi componenti. Addestra ogni anno circa 1500 soldati sia di leva che di carriera, ed è responsabile delle operazioni anfibie volte a respingere un'eventuale invasione delle isole dell'arcipelago finlandese. Fornisce inoltre la componente anfibia della forza di dispiegamento rapido, ovvero l'insieme di unità che il paese mette a disposizione per le missioni di peacekeeping.
Dal punto di vista operativo è strutturata in:
- Battaglione costiero Vasa. Articolato su due compagnie di marines e sulla scuola sottufficiali, questo battaglione è il reparto di prima linea della brigata e fornisce i soldati per le missioni internazionali. Parte dei suoi membri vengono addestrati a tattiche di guerra non convenzionale e di ricognizione dietro le linee nemiche.
- Battaglione costiero Ekenäs. Articolato su una compagnia mortai, una compagnia ingegneri e una compagnia comando, questo battaglione è il braccio organizzativo e logistico della brigata.

## Navi in servizio
| Classe                       | Costruttore                                     | Distintivo ottico            | Nome unità                   | Entrata in servizio          | Note | Immagine                     |
| Motocannoniere missilistiche | Motocannoniere missilistiche                    | Motocannoniere missilistiche | Motocannoniere missilistiche | Motocannoniere missilistiche | Motocannoniere missilistiche | Motocannoniere missilistiche |
| ---------------------------- | ----------------------------------------------- | ---------------------------- | ---------------------------- | ---------------------------- | --- | ---------------------------- |
| Rauma                        | Hollming Oy, Rauma, Finlandia                   | 70                           | Rauma                        | 1990                         | Ammodernate tra il 2010 e il 2013, sono attualmente fuori servizio a causa di danni da fatica allo scafo rilevati nel 2015                   |                              |
| Rauma                        | Hollming Oy, Rauma, Finlandia                   | 71                           | Raahe                        | 1991                         | Ammodernate tra il 2010 e il 2013, sono attualmente fuori servizio a causa di danni da fatica allo scafo rilevati nel 2015                   |                              |
| Rauma                        | Hollming Oy, Rauma, Finlandia                   | 72                           | Porvoo                       | 1992                         | Ammodernate tra il 2010 e il 2013, sono attualmente fuori servizio a causa di danni da fatica allo scafo rilevati nel 2015                   |                              |
| Rauma                        | Hollming Oy, Rauma, Finlandia                   | 73                           | Naantali                     | 1992                         | Ammodernate tra il 2010 e il 2013, sono attualmente fuori servizio a causa di danni da fatica allo scafo rilevati nel 2015                   |                              |
| Hamina                       | Aker Finnyards, Rauma, Finlandia                | 80                           | Hamina                       | 1998                         | |                              |
| Hamina                       | Aker Finnyards, Rauma, Finlandia                | 81                           | Tornio                       | 2003                         | |                              |
| Hamina                       | Aker Finnyards, Rauma, Finlandia                | 82                           | Hanko                        | 2005                         | |                              |
| Hamina                       | Aker Finnyards, Rauma, Finlandia                | 83                           | Pori                         | 2006                         | |                              |
| Posamine                     |                                                 |                              |                              |                              | |                              |
| Hämeenmaa                    | Aker Finnyards, Rauma, Finlandia                | 02                           | Hämeenmaa                    | 1992                         | Ammodernate tra il 2006 e il 2008 |                              |
| Hämeenmaa                    | Aker Finnyards, Rauma, Finlandia                | 05                           | Uusimaa                      | 1992                         | Ammodernate tra il 2006 e il 2008 |                              |
| Pansio                       | Olkiluodon telakka, Eurajoki, Finlandia         | 90                           | Pansio                       | 1991                         | L'ammodernamento della capoclasse Pansio è stato completato il 3 ottobre 2016.                                                               |                              |
| Pansio                       | Olkiluodon telakka, Eurajoki, Finlandia         | 875                          | Pyhäranta                    | 1992                         | L'ammodernamento della capoclasse Pansio è stato completato il 3 ottobre 2016.                                                               |                              |
| Pansio                       | Olkiluodon telakka, Eurajoki, Finlandia         | 777                          | Porkkala                     | 1992                         | L'ammodernamento della capoclasse Pansio è stato completato il 3 ottobre 2016.                                                               |                              |
| Cacciamine                   |                                                 |                              |                              |                              | |                              |
| Katanpää                     | Intermarine S.p.A., Sarzana, Italia             | 40                           | Katanpää                     | 2012                         | La terza e ultima nave della classe è stata consegnata il 2 novembre 2016.                                                                   |                              |
| Katanpää                     | Intermarine S.p.A., Sarzana, Italia             | 41                           | Purunpää                     | 2013                         | La terza e ultima nave della classe è stata consegnata il 2 novembre 2016.                                                                   |                              |
| Katanpää                     | Intermarine S.p.A., Sarzana, Italia             | 42                           | Vahterpää                    | 2016                         | La terza e ultima nave della classe è stata consegnata il 2 novembre 2016.                                                                   |                              |
| Kuha                         | Laivateollisuus, Turku, Finlandia               | 21                           | Kuha 21                      | 1974 - 1975                  | Questa classe di navi, originariamente composta da 6 unità, verrà radiata non appena la classe Katanpää entrerà definitivamente in servizio. |                              |
| Kuha                         | Laivateollisuus, Turku, Finlandia               | 23                           | Kuha 23                      | 1974 - 1975                  | Questa classe di navi, originariamente composta da 6 unità, verrà radiata non appena la classe Katanpää entrerà definitivamente in servizio. |                              |
| Kuha                         | Laivateollisuus, Turku, Finlandia               | 24                           | Kuha 24                      | 1974 - 1975                  | Questa classe di navi, originariamente composta da 6 unità, verrà radiata non appena la classe Katanpää entrerà definitivamente in servizio. |                              |
| Kuha                         | Laivateollisuus, Turku, Finlandia               | 26                           | Kuha 26                      | 1974 - 1975                  | Questa classe di navi, originariamente composta da 6 unità, verrà radiata non appena la classe Katanpää entrerà definitivamente in servizio. |                              |
| Kiiski                       | Fiskars Oy, Turku, Finlandia                    | 521                          | Kiiski 1                     | 1982 - 1984                  | Ammodernate tra il 1997 e il 2000. |                              |
| Kiiski                       | Fiskars Oy, Turku, Finlandia                    | 523                          | Kiiski 3                     | 1982 - 1984                  | Ammodernate tra il 1997 e il 2000. |                              |
| Kiiski                       | Fiskars Oy, Turku, Finlandia                    | 524                          | Kiiski 4                     | 1982 - 1984                  | Ammodernate tra il 1997 e il 2000. |                              |
| Kiiski                       | Fiskars Oy, Turku, Finlandia                    | 525                          | Kiiski 5                     | 1982 - 1984                  | Ammodernate tra il 1997 e il 2000. |                              |
| Kiiski                       | Fiskars Oy, Turku, Finlandia                    | 526                          | Kiiski 6                     | 1982 - 1984                  | Ammodernate tra il 1997 e il 2000. |                              |
| Kiiski                       | Fiskars Oy, Turku, Finlandia                    | 527                          | Kiiski 7                     | 1982 - 1984                  | Ammodernate tra il 1997 e il 2000. |                              |
| Mezzi da sbarco              |                                                 |                              |                              |                              | |                              |
| Jehu                         | Marine Alutech Oy, Teijo, Finlandia             | U701 - U712                  | 12 unità                     | 2014 - 2016                  | |                              |
| Jurmo                        | Marine Alutech Oy, Teijo, Finlandia             | U601 - U638                  | 38 unità                     | 2000 - 2004                  | |                              |
| Uisko                        | Alumina Varvet Oy, Kokkola, Finlandia           | U210 - U211                  | 2 unità                      | 1983 - 1991                  | Alcune delle unità più vecchie sono state radiate.                                                                                           |                              |
| Uisko                        | Alumina Varvet Oy, Kokkola, Finlandia           | U301 - U317                  | 17 unità                     | 1983 - 1991                  | Alcune delle unità più vecchie sono state radiate.                                                                                           |                              |
| Uisko                        | Alumina Varvet Oy, Kokkola, Finlandia           | U401 - U406                  | 6 unità                      | 1983 - 1991                  | Alcune delle unità più vecchie sono state radiate.                                                                                           |                              |
| G                            | Marine Alutech Oy, Teijo, Finlandia             | G98 - G99 G101 - G135        | 37 unità                     | 2001 - 2006                  | |                              |
| Navi anti-inquinamento       |                                                 |                              |                              |                              | |                              |
| Hylje                        | Laivateollisuus, Turku, Finlandia               | 799                          | Hylje                        | 1981                         | Ammodernata nel 1991 |                              |
| Halli                        | Hollming Oy, Rauma, Finlandia                   | 899                          | Halli                        | 1986                         | Ammodernata nel 2010 |                              |
| Louhi                        | Uudenkaupungin Työvene, Uusikaupunki, Finlandia | 999                          | Louhi                        | 2011                         | |                              |

Sono inoltre in organico circa venti navi da trasporto di vario tonnellaggio.

## Gradi

### Ufficiali
| Distintivo per paramano |                            |                                         |                                              |                                                        |                              |                                |                                                        |                                                    |                                             |                             |                                          |
| Grado                   | Ammiraglio Amiraali Amiral | Viceammiraglio Vara-amiraali Viceamiral | Contrammiraglio Kontra-amiraali Konteramiral | Ammiraglio di flottiglia Lippueamiraali Flottiljamiral | Commodoro Kommodori Kommodor | Comandante Komentaja Kommendör | Capitano di corvetta Komentajakapteeni Kommendörkapten | Tenente capitano Kapteeniluutnantti Kaptenlöjtnant | Primo tenente Yliluutnantti Premiärlöjtnant | Tenente Luutnantti Löjtnant | Sottotenente Aliluutnantti Underlöjtnant |

### Sottufficiali e comuni
| Distintivo da braccio |                                                |                                         |                            |                                          |                             |                                          |                                       |                          |
| Gradi                 | Maestro militare Sotilasmestari Militärmästare | Primo nostromo Ylipursimies Överbåtsman | Nostromo Pursimies Båtsman | Primo sergente Ylikersantti Översergeant | Sergente Kersantti Sergeant | Sottosergente Alikersantti Undersergeant | Primo marinaio Ylimatruusi Övermatros | Marinaio Matruusi Matros |

### Allievi
| Distintivo da braccio |                       |                                                     |                                               |                                                           |
| Qualifica             | Cadetto Kadetti Kadet | Aspirante ufficiale Upseerikokelas Officersaspirant | Allievo ufficiale Upseerioppilas Officerselev | Allievo sottufficiale Aliupseerioppilas Underofficerselev |
| Grado corrispondente  | Nessuno               | Sergente Kersantti Sergeant                         | Sottosergente Alikersantti Undersergeant      | Marinaio Matruusi Matros                                  |